# شمام
شمام، روستایی از توابع بخش مرکزی شهرستان رودبار در استان گیلان ایران است. همچنین شمام نام محله ای بسیار خوش اب و هوا در شمال شهر رستم‌آباد می‌باشد که از کوچ کردن مردم روستای شمام، کوکر به رستم‌آباد بعد از زلزله رودبار به وجود آمده‌است.
روستای شمام با قرار گرفتن در منطقه کوهستانی بسیار خوش آب و هوا می‌باشد و به علت قرار گرفتن بارگاه مبارک امام زاده طاهر (ع) در این مکان که دارای امکانات بسیار خوب می‌باشد پذیرای زائران بسیاری در ایام مختلف سال می‌باشد. به علت داشتن جاده آسفالت این روستا بسیار مورد توجه گردشگران از سایر شهرهای استان می‌باشد. همچنین شرکت "آب معدنی فاضل شمام" در این روستا قرار دارد. این روستا باداشتن چشمه‌های بسیار زیاد و همچنین درختان میوه مانند انار و انجیر و همچنین درختان گردو بسیار بزرگ منظره بسیار دلنشین ایجاد نموده‌است. همچنین راه مناطق بسیار زیبا وجنگلی که در حاشیه این روستا قرار دارند مانند گازکول، اروفین (عروفین)، پسدره وکوه سرک از این روستا می‌گذرد. پسدره که نام منطقه ای در جنگل شمام و پشته قرار دارد به علت وجود کانال ابی که از چشمه سارهای این منطقه منشأ می‌گیرد بسیار معروف است و مناظر بسیار زیبایی همراه با آبشارهای طبیعی دارد.
این روستا دارای قدمت تاریخی می‌باشد که محوطه تاریخی عروفین مربوط به سده‌های اولیه دوران‌های تاریخی پس از اسلام است در روستای شمام واقع شده و این اثر در تاریخ ۲۷ اسفند ۱۳۸۶ با شمارهٔ ثبت ۲۲۵۱۳ به‌عنوان یکی از آثار ملی ایران به ثبت رسیده‌است.
روستای شمام دارای چندین محله می‌باشد که از معروف‌ترین این محل‌ها ،سر شمام ، جور محله، جر محله، ترسمچال، باغ کین می‌باشد.
این روستا دارای شورای روستا بوده که همزمان با انتخابات شورای شهر و روستا اهالی این روستا منتخبین خود را انتخاب می‌نمایند تا بتوانند سهمی در مدیریت روستا داشته باشند.

## راههای دسترسی به روستای شمام
برای رسیدن به این روستا باید وارد شهر رستم‌آباد شده و به محله‌ای به همین نام در شهر رستم‌آباد وارد شوید که تابلوی مسیر امامزاده طاهر نمایان می‌شود. پس از گذشتن از نانوایی پروانه و مسجد امیر المومنین محله شمام پس از طی مسافتی به مدت ده دقیقه که آسفالت و عمدتا سر بالایی می‌باشد به ابتدای روستای شمام، به امامزاده طاهر(ع) شمام که از فرزندان حضرت موسی کاظم(ع) بوده می‌رسید که از چند صدمتری گنبد  مشاهده می‌شود. با ادامه مسیر اسفالت در ابتدای این روستای کوچک و خوش آب و هوا، و در میان درختان گردوی سر برافراشته؛ چشمه آبی وجود دارد که بهسازی شده و زائران و مسافران معمولاً از آب شرب آن به علت عدم کیفیت آب شرب شهرهای مناطق اطراف و همچنین متبرک دانستن آب چشمه، برای آشامیدن استفاده کرده و داخل دبه‌هایی حمل و با خود به سوغات می‌برند. سیصد متر جلوتر به امامزاده طاهر میرسید که در انتهای جاده است.
در سمت راست چشمه یک جاده  فرعی بتنی به سمت جور محله  وجود دارد که ابتدا به یک دو راهی می‌رسد که سمت چپ به جور محله و مستقیم به دوراهی بعدی می‌رسد که سمت چپ در ابتدا به کارخانه آب معدنی شمام که از بهترین آب‌های معدنی ایران بوده که سرچشمه آن هفت تن خانی در بالای کوه دگرد قرار دارد و درصورت ادامه مسیر مستقیم از دوراهی پس از مسافتی به مدت ده دقیقه به چشمه گازکول یا لار گازکول می‌رسد. در طول این مسیر برای رسیدن به منطقه گازکول، می‌توانید شهر رستم آباد را در پایین دست جاده و کوه درفک؛ پارک سرخ سنگان رستم‌آباد (که با مصوبه شورای شهر به نام عباس کیارستی تغییر کرد)؛ و منطقه رحمت‌آباد را در روبرو مشاهده کنید. محیط اطراف چشمه گازکول، شیب زیادی دارد که در پایین دست آن تعدادی از درختان جنگلی وجود دارند. پس از گذر از چشمه به مسیر زیبایی می‌رسید که از داخل جنگل می‌گذرد و دیدن آن خالی از لطف نیست.
این روستا دارای جوانانی بوده که در زمانی که اینترنت و موبایل وجود نداشت به خارج از کشور رفته و تحصیل نموده و افتخارات زیادی در عرصه جهانی به همراه داشته اند

## جمعیت
این روستا در دهستان رستم‌آباد جنوبی قرار دارد و براساس سرشماری مرکز آمار ایران در سال ۱۳۹۵، جمعیت آن ۱۴۷ نفر (۵۳ خانوار) بوده‌است.
اغلب جمعیت این روستا به شغل دامداری و کشاورزی مشغول می‌باشند.

## زبان
شمامی‌ها به تاتی و مقداری زبان گیلکی و تالشی سخن می‌رانند. کتاب نخستین فرهنگ گویش تاتی رودبار زیتون نوشته علی علیزاده جوبنی در مورد گویش مردم شمام و رستم آباد سخن آمده است. 